# Osvětimany
Osvětimany ist eine Minderstadt im Okres Uherské Hradiště (deutsch Bezirk Ungarisch Hradisch) mit zirka 870 Einwohnern im Bergland des Chřiby (Marsgebirge) ungefähr 12 km westlich von Uherské Hradiště in Tschechien.

## Geschichte

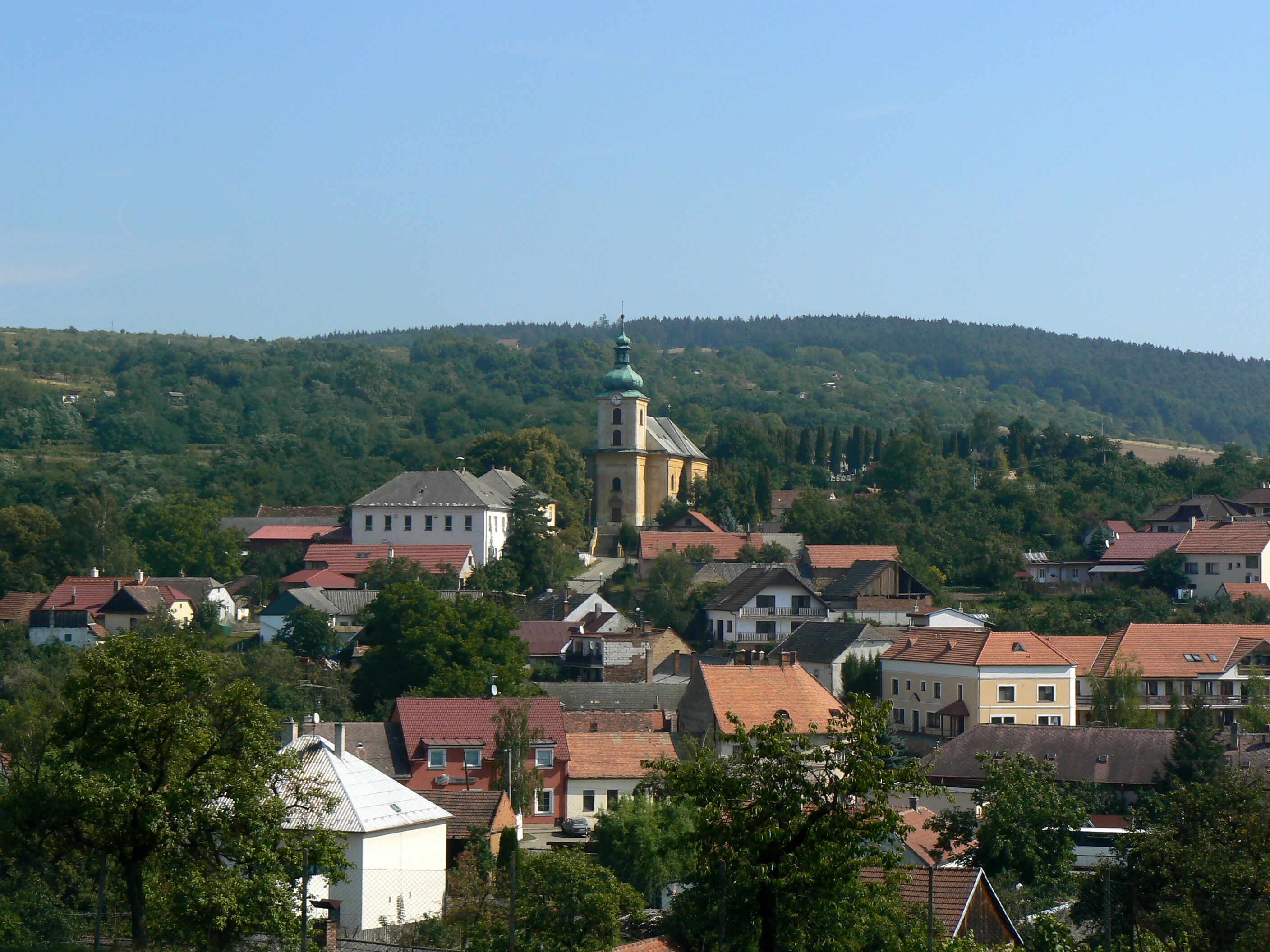
Ortsansicht (2008)

Die erste schriftliche Erwähnung des Dorfes stammt aus 1350. Ab 1437 befand es sich im Besitz der Ritter Smetana. Nach deren Aussterben ging es an die Herren von Zástřizl über. Ab 1550 war Osvětimany Teil der Herrschaft Buchlov (Buchlau).
Im Jahr 2007 wurde Osvětimany zur Městys (Minderstadt) erhoben.

## Sehenswürdigkeiten
- Kirche sv. Havel (Kirche des hl. Gallus)
- Grenzsteine bei Troják
- Burgstätte des Hl. Clemens, eine wichtige archäologische Stätte mit den Resten einer slawisch-großmährischen Burg aus dem 9./10. Jahrhundert, ein nationales historisches Wahrzeichen und ein Wallfahrtsort gewidmet dem hl. Clemens